# Кажуру
Кажуру (порт. Cajuru) — муниципалитет в Бразилии, входит в штат Сан-Паулу. Составная часть мезорегиона Рибейран-Прету. Входит в экономико-статистический микрорегион Бататайс. Население составляет 22 608 человек на 2007 год. Занимает площадь 660,687 км². Плотность населения — 33,9 чел./км².
Праздник города — 18 августа.

## История
Город основан 11 ноября 1821 года.

## Статистика
- Валовой внутренний продукт на 2003 составляет 144 675 251,00 реал (данные: Бразильский институт географии и статистики).
- Валовой внутренний продукт на душу населения на 2003 составляет 6677,53 реала (данные: Бразильский институт географии и статистики).
- Индекс развития человеческого потенциала на 2000 составляет 0,783 (данные: Программа развития ООН).

## География
Климат местности: субтропический. В соответствии с классификацией Кёппена, климат относится к категории Cfb.